# 압록강
압록강(鴨綠江, 만주어: ᠶᠠᠯᡠ
ᡠᠯᠠ Yalu Ula 야루 우라, 중국어 정체자: 鴨綠江, 간체자: 鸭绿江, 병음: Yālùjiāng 야루장[*])은 조선민주주의인민공화국과 중화인민공화국 국경에 있는 강으로 두만강과 함께 두 국가의 국경 역할을 한다.

## 명칭
압록강이라는 이름은 그 한자만 두고 보면 '오리녹색'을 의미하는데, 1060년 송나라에서 편찬된 〈고구려전(高句麗傳)〉에 "물빛이 오리의 머리 색과 같아 압록수라 불린다(色若鴨頭 號鴨淥水)"라고 기록되어 있다. 그러나 이에 대해서는 이백의 시 양양가(襄陽歌) 중 "요간한수압두록(遙看漢水鴨頭綠, 멀리 보이는 한수는 오리의 머리처럼 푸르다.)"에서 연상해 멋대로 해석한 것이라는 견해가 유력하다.
명칭의 유래에 관하여는 압록이 '우리'라는 뜻의 고대 한국어를 차자(借字)한 것이라는 견해가 있다. 또한 만주어로 국경을 의미하는 '얄루'(yalu)에서 유래했다는 견해가 있다. 

## 역사
압록강은 원래부터 고조선, 고구려, 발해의 영토에 존재한 강이였으며 숙신, 말갈, 예맥, 여진, 선비 등 북방 민족들의 근거지였다. 고려 시대와 조선 시대에 압록강은 한반도와 만주를 구분하는 강으로서, 일종의 국경선 및 방어선 역할을 하였다. 병자호란 당시 청나라 군대는 얼어붙은 압록강을 넘어서 조선을 침공한 적이 있다. 청일 전쟁 때는 청나라 군대와 일본 제국군 간 압록강 전투가, 러일 전쟁 때는 일본 제국군과 러시아 제국군이 이곳에서 전투를 벌였으며 이는 압록강 회전으로 잘 알려져 있다. 한국 전쟁 때에는 한국군이 미국군, 영국군 등 유엔군과 함께  중화인민공화국의 인민해방군, 북한의 조선인민군이 전투를 벌였다.
일제강점기에는 일본 제국이 압록강 중상류에 수풍댐을 세웠다. 이후 이 댐을 통해 수력 발전이 이루어졌다. 수풍댐에서 생산된 전력은, 지금도 조선민주주의인민공화국의 중요 전력원으로 공급되고 있지만 현재는 시설의 80% 이상이 노후화되어 발전소로서의 제구실을 하지 못하고 있는 실정이다. 수풍댐 이외에도, 압록강 수계 댐, 태평만댐, 위원댐, 문악댐, 운봉댐 등이 건설되어 있다.

## 지리
압록강은 상류 쪽의 구배가 심한 탓에 길이가 790㎞이며, 직선 거리로만 쳐도 400㎞에 달한다. 유역면적 63,160km2이다. 백두산의 해발 2,500m 위치에 있는 수원(水源)에서 발원하여 한반도와 중국 대륙의 경계를 따라 흐르다가 신의주와 단둥 사이를 지나 서쪽의 황해로 흘러나간다. 
중화인민공화국의 지린성과 랴오닝성이 압록강과 인접하며, 조선민주주의인민공화국은 평안북도, 자강도, 량강도가 접한다. 압록강에는 비단섬, 위화도, 황금평, 류초도, 구리도 등의 하중도가 있다. 이들 섬은 압록강 상류에서 퇴적물을 많이 받아서 중국의 영토와 매우 가깝다.
수지형 유역 형상을 하고 있다.
여름마다 홍수가 자주 발생하는 편이며, 1995년, 2010년, 그리고 2024년 압록강 홍수 등 큰 홍수 피해가 발생하였다.

### 지류
조선민주주의인민공화국 쪽 지류
- 연지천
- 소백수
- 리명수
- 소백산수
- 포태천
- 중흥천
- 가림천
- 대평천
- 삼룡천
- 송봉천
- 대진천
- 보서천
- 신흥천
- 오시천
- 동포천
- 운총강
- 석개천
- 룡포천
- 허천강
- 장진강
- 후창강
- 장자강
- 삼교천

 중국 쪽 지류
- 八道沟河(팔도구하)
- 三道沟河(삼도구하)
- 훈강
- 홍토애하
- 大罗圈沟河(대라권구하)
- 합니하
- 喇蛄河(할고하)
- 苇沙河(위사하)
- 소신개하
- 푸얼하
- 대아하
- 반립강
- 포석하
- 원하
- 팔도하
- 초하
- 류림하

## 교통
압록강 자체를 활용한 교통은 아직 존재하지 않으나, 압록강을 가로지르는 신압록강대교, 조중우의교 및 압록강 단교 등 중국과 북한을 연결하는 다리가 존재하며, 이들은 철로와 도로를 포함한다. 

## 같이 보기
- 조중 국경
- 조선민주주의인민공화국의 지리
- 중화인민공화국의 지리